# Parque nacional Volcán Masaya
El parque nacional Volcán Masaya (PNVM) es un parque natural de Nicaragua que abarca una antigua caldera volcánica que en la actualidad la componen 1 volcán tipo escudo y 5 cráteres, una laguna craterica, 15 túneles lavicos y 4 conos cineríticos . Se encuentra ubicado entre el departamento de Masaya y el departamento de Managua, en las cercanías de la ciudad de Nindirí.

## Descripción General
Es el primer y hasta la fecha el más grande parque nacional del país, compuesto de una caldera volcánica de 1 volcán y 5 cráteres. La caldera volcánica dentro de la cual se ubica el parque es un área de 54 km² que alberga un volcán y una laguna cratérica, la Laguna de Masaya,
Alberga dos cráteres inactivos con vegetación variada alrededor, cráter San Fernando y cráter San Juan. Y consta de tres cráteres, de los cuales solamente uno presenta actividad, el cráter Santiago, San Pedro y Nindirí, que actualmente es una plazoleta cubierta de arena, rocas y cenizas, es un cráter antiguo que colapsó en la erupción de 1670 del volcán Nindirí, la cual abarcó 2 km.

### Límites
La mayor parte del parque se ubica dentro del departamento de Masaya, a 23 km de la ciudad de Managua, capital del país. Sus límites son al norte con la comunidad El Raizón y Piedra Quemada, al sur con Masatepe y Nandasmo, al este con Masaya y Nindirí y al oeste con San Juan de La Concepción y Ticuantepe. Los centros de población más importantes ubicados en el área de influencia del Parque son Nindirí, Masaya, y Masatepe.

## La caldera volcánica
Al hacer la historia de las partes de la caldera, se interpreta de diferentes maneras, sin embargo la interpretación más acertada es la opinión de Mcbirney (1956). Este define la forma ovalada, la gran dimensión de la caldera (11,2 × 6 km) y su geomorfología como una caldera de colapso. La forma ovalada de la caldera se debe a que se originó  de dos centros de colapsos independientes; y posteriormente estos se fusionaron con un estrechamiento en la parte central. A partir de este concepto se interpreta que originalmente existieron dos volcanes, uno hacia el oriente de tipo escudo y otro hacia el occidente del tipo compuesto, cuya altura posiblemente sobrepasaban a los 700m tomando en cuenta la base del piso. Una vez que estos volcanes iniciaron un periodo violento de actividad, produjeron el hundimiento progresivo de la zona y dieron origen a la formación de la caldera actual. Esta caldera es una depresión ovalada que tiene aproximadamente 11 km de largo orientada de noroeste al suroeste y con un ancho de aproximadamente 6 km. Las paredes son casi verticales en donde se pueden observarlas capas semicirculares claramente y la altura que alcanza entre 100 y 300 m, siendo el Ventarrón el punto más alto de la caldera, ubicado en la parte occidental y sobrepasa los 300m con respecto a la base del suelo. Las partes más bajas de la caldera se encuentran en el área conocida como Piedra Quemada ubicada en el km 21 de la carretera Managua a Masaya. En esta área la ausencia del muro que se puede observar en casi toda la caldera, se deben a que fue rebasada por coladas de lavas que rellenaron y enterraron dicho muro. Algunas de ellas son muy recientes como la de 1772.
Los ecosistemas que más predominan en el Parque son el bosque seco tropical y la laguna cratérica, sin embargo los que más llaman la atención a los turistas, son los ecosistemas cratéricos, las coladas de lavas y los túneles de lava.
El área del Volcán Masaya corresponde a un clima seco-tropical (bs-t), de acuerdo a las zonas de vida de Holdridge. En esta zona se distinguen bien dos épocas; El período lluvioso que corresponde a los meses de mayo-octubre en la que el régimen de lluvia es de 1500 mm. al año y la temporada seca que abarca los meses de diciembre a abril y que se caracteriza por fuertes vientos y altas temperaturas. La temperatura media anual es de 26 °C y la Humedad relativa 73%, sin embargo estos valores pueden experimentar pequeñas variantes de acuerdo a la geografía del lugar, ya que hay diferencias altitudinales en la zona que influyen en el clima. El viento predominante es del Este con una velocidad promedio de 2,5 m/s, presentando en los meses de septiembre y octubre una pequeña variación del NE, alcanzando velocidades medias de 3,5 m/s. Los valores máximos de vientos ocurren en los meses secos (enero - abril) y los mínimos en los meses lluviosos (septiembre - octubre).

## Historia
Los chorotegas habitaban los pueblos aledaños de Nindirí y Masaya, tenían muchos mitos y creencias, como la de una diosa hechicera a la cual le ofrecían sacrificios de doncellas y niños en el cráter Nindirí, leyenda que contó al cronista Gonzalo Fernández de Oviedo el cacique de Nindirí en 1529.
Fernández de Oviedo subió a la cumbre del volcán acompañado del cacique y el indio Nacatime, logrando contemplar "el fuego del volcán" (lava incandescente). También escribió datos interesantes sobre las especies de árboles como el Nancite (Byrsonima crassifolia) y los chocoyos coludos o pericos coludos (Psittacara strenuus) que hasta hoy anidan en las paredes interiores del volcán.
Ese mismo año llegó el frayle mercedario Francisco de Bobadilla, quien plantó una cruz en la cima del volcán para según él exorcizar al demonio, ya que creía que esa era "la boca del infierno", porque en la Biblia se describe al infierno como un pozo de fuego y azufre.

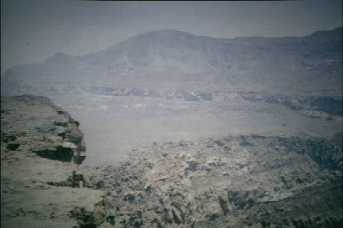
Paisaje en la cumbre del volcán Masaya.
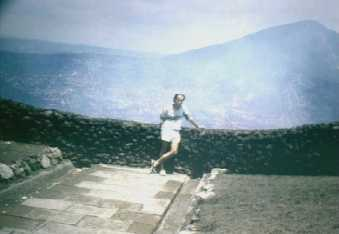
Visitante al borde mismo de uno de los cráteres donde se puede apreciar el humo y gases que emanan de el.
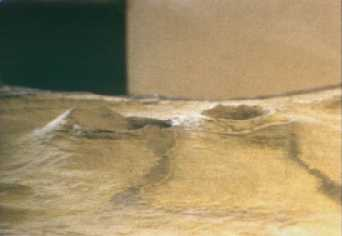
Maqueta del complejo vulcanológico que conforma el parque nacional.

El 13 de abril de 1538, un Sábado de Ramos, fray Blas del Castillo bajó al interior del cráter principal del volcán Masaya, por medio de poleas, con una cruz de madera para conjurar males, y un martillo para picar la lava incandescente en búsqueda del llamado "oro del volcán" porque creía que la lava era oro derretido, incluso realizó excavaciones que fracasaron.

## Creación del parque nacional
El 23 de mayo de 1979, siendo Presidente de la República el General de División Anastasio Somoza Debayle (en plena guerra civil del Frente Sandinista de Liberación Nacional FSLN contra su gobierno) mediante el Decreto Ejecutivo N.º 79 del 23 de mayo del mismo año y publicado en La Gaceta, Diario Oficial, N.º 114 del día siguiente 24 de mayo, el Volcán Masaya se convirtió en el primer parque nacional de Nicaragua, recibiendo el nombre de parque nacional Volcán Masaya. Este es el texto del mencionado Decreto:

LEY CREADORA DEL PARQUE NACIONAL VOLCÁN MASAYA
Decreto No. 79 Aprobado el 23 de mayo de 1979
Publicado en La Gaceta No. 114 del 24 de mayo de 1979
En la ciudad de Managua, Distrito Nacional, a las diecisiete horas del día veintitrés de mayo de mil novecientos setenta y nueve, reunidos en Casa Presidencial, en Consejo de Ministros, los infrascritos señores: General de División Don Anastasio Somoza Debayle, Presidente de la República; Ingeniero J. Antonio Mora Rostrán, Ministro de la Gobernación; Doctor Julio C. Quintana Villanueva, Ministro de Relaciones Exteriores; Mayor General Samuel Genie Amaya, Ministro de Hacienda y Crédito Público, Profesora María Helena de Porras, Ministra de Educación Pública; Doctor Carlos Moisés Baltodano González, Ministro de Economía, Industria y Comercio por la ley; Doctor Luis Valle Olivares, Ministro de Obras Públicas; Mayor General Guillermo Noguera Zamora, Ministro de Defensa; Doctor Edmundo Bernheim Espinosa, Ministro de Salud Pública; Ingeniero Klaus Sengelmann, Ministro de Agricultura y Ganadería; Doctor Justo García Aguilar, Ministro del Trabajo; previa citación del Excelentísimo Señor Presidente de la República y Licenciado Manuel Centeno Cantillano, Secretario de la Presidencia de la República, que autoriza, resolvieron dictar el siguiente decreto:
El Presidente de la República,
En Consejo de Ministros
En uso de las facultades que le confiere el artículo 152 Cn, y el ordinal 9) del artículo 190 Cn, y con fundamento en el decreto legislativo No. 771 del 2 de abril de 1979; publicado en "La Gaceta", Diario Oficial No. 82 del 6 de abril de 1979,
Decreta:
Ley Creadora del parque nacional Volcán Masara
Artículo 1.-Declarase de interés público el área del volcán Masaya, y en consecuencia será administrado como parque nacional, dentro de los conceptos internacionalmente admitidos por la Organización de las Naciones Unidas (ONU) para este tipo de áreas. Para estos efectos, se determinan como límites del parque nacional Volcán Masaya, toda el área comprendida dentro de la caldera geológica en donde se encuentran los volcanes Masaya y Nindirí, así como las áreas recubiertas por correntadas de lava dentro de los límites naturales de la caldera, exceptuando los terrenos comprendidos entre la costa de la Laguna de Masaya y la carretera que conduce de Nindirí a Venecia, y los comprendidos al Noreste de la carretera Managua-Masaya.
Artículo 2.-Créase una persona jurídica conocida con el nombre de parque nacional Volcán Masaya, que tendrá a su cargo la dirección de dicho Parque, con patrimonio propio y capacidad para contratar. La administración superior del parque estará encomendada a una comisión administradora integrada por representantes del Ministerio de Agricultura y Ganadería, del Banco Central de Nicaragua, y de la Dirección General de Turismo, en la forma en que indique el reglamento de la presente ley.
Artículo 3.-La comisión mencionada nombrará a un director del parque nacional Volcán Masaya, quien será administrador del mismo y en sus funciones tendrá todas las facultades de un apoderado general. El director escogerá y nombrará al personal que atenderá los diferentes servicios del parque, y en especial al cuerpo de guardaparques y guardabosques, quienes tendrán como funciones la vigilancia de las áreas del parque, así como impedir las irregularidades que puedan cometerse por parte de los visitantes del mismo. El director dictará las regulaciones que regirán la visita y demás actividades de recreación del parque. La infracción de estas regulaciones será considerada falta de policía sobre cuyo conocimiento y sanción será competente el director del parque. Las sanciones a aplicar a los infractores incluyendo las multas del caso serán detalladas en el reglamento que se dicte de la presente ley. El procedimiento será gubernativo.
Artículo 4.-EI patrimonio del parque nacional Volcán Masaya, estará constituido por todos aquellos terrenos que han sido adquiridos en el área del Volcán Masaya por el Banco Central de Nicaragua y por los que en la actualidad pertenecieren a otras agencias del Estado. Estará integrado además por los aportes que el Gobierno le hiciera, por las donaciones que recibiere, por las multas que percibiere en los casos de infracciones, y por cualesquiera otros ingresos que por concepto de servicios, prestare al turismo.
Artículo 5.-La comisión administradora del parque nacional Volcán Masaya podrá solicitar al Poder Ejecutivo, la declaratoria de utilidad pública de todos los terrenos integrados al Parque o aledaños al mismo que considere necesarios para ampliar sus instalaciones y asegurar su protección. Una vez llenados los trámites de adquisición voluntaria o forzada, esos terrenos pasarán a formar parte del patrimonio del Parque.
Artículo 6.-Queda prohibida toda explotación dentro de los límites del Parque con fines industriales, comerciales, urbanísticos o de recursos naturales, así como la construcción e instalación en él, de cualesquiera obras de infraestructura, que no estén de acuerdo con los objetivos de desarrollo del Parque, y que de cualquier manera, a juicio de la comisión administradora pudieran ser perjudiciales a, o estar en contra de los fines contemplados en la presente ley.
Artículo 7.-La comisión administradora del parque nacional Volcán Masaya protegerá y administrará la zona de reserva forestal permanente ubicada en las riberas de la Laguna de Masaya y en el área del volcán Masaya, al tenor de lo dispuesto en los artículos 4º y 9º, de la Ley de Emergencia sobre aprovechamiento racional de los bosques, estando facultada para manejarla como tal, determinando las infracciones y aplicando las sanciones que dicha ley establece. Las multas que se impongan por tales infracciones ingresarán al patrimonio del Parque.
Artículo 8.-Se faculta al Banco Central da Nicaragua para que traspase gratuitamente al parque nacional Volcán Masaya todas las fincas que haya adquirido hasta ahora y que estén ubicadas en el área a que se hace referencia en el artículo 1 de la presente ley, así como cualquiera otra que adquiera con ese mismo fin. El traspaso no requiere instrumento público y el registrador de la propiedad deberá hacer la inscripción con solo la solicitud respectiva que le presente la comisión administradora.
Artículo 9.-El presente decreto entrará en vigencia desde la fecha de su publicación en "La Gaceta", Diario Oficial.

Comuníquese. Casa Presidencial. Managua, Distrito Nacional, a los veintitrés días del mes de mayo de mil novecientos setenta y nueve. - A SOMOZA D., Presidente de la República. - Ministro de la Gobernación, (f) J. Antonio Mora Rostrán. - Ministro de Relaciones Exteriores, (f) Julio C. Quintana V. - Ministro de Hacienda y Crédito Público, (f) Samuel Genie Amaya. - Ministra de Educación Pública, (f) María Helena de Porras. - Ministro de Economía, Industria y Comercio por la Ley, (f) Carlos Moisés Baltodano González. - Ministro de Obras Públicas, (f) Luis Valle Olivares. - Ministro de Defensa, (f) Guillermo Noguera Z. - Ministro de Salud Pública, (f) Edmundo Bernheim E. - Ministro de Agricultura y Ganadería, (f) Klaus Sengelmann. - Ministro del Trabajo, (f) Justo García Aguilar. - Secretario de la Presidencia de la República, que autoriza, (f) Manuel Centeno Cantillano.